# Curtişoara
Curtişoara é uma comuna romena localizada no distrito de Olt, na região de Oltênia. A comuna possui uma área de 51.80 km² e sua população era de 4596 habitantes segundo o censo de 2007.